# Malafon

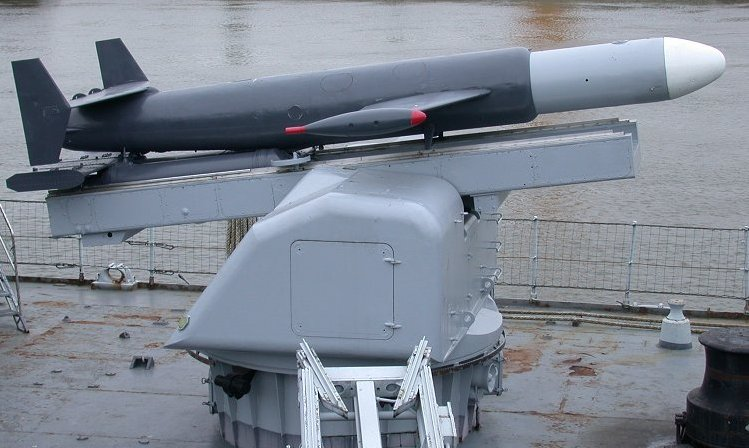
Wyrzutnia rakietotorped Malafon na niszczycielu "Maillé-Brézé"

Malafon – francuska rakietotorpeda, używana na okrętach francuskiej marynarki wojennej od 1966 do 1997. Nazwa powstała jako skrót od nazwy producenta Latécoère (MArine LAtécoère FONd).

## Rozwój
Malafon był pierwszą i jedyną francuską rakietotorpedą, skonstruowaną w ramach poszukiwania środków zwalczania okrętów podwodnych na większych odległościach. Prace nad systemem rozpoczęły w 1956 wspólnie firmy ECAN z Saint-Tropez i wytwórnia lotnicza Latécoère. Pierwszych odpaleń próbnych pocisków dokonano w 1959 ze stanowiska brzegowego, okrętu doświadczalnego "Ile d'Oléron" i samolotu. Przebiegły one pomyślnie. W ciągu dalszych lat trwały prace nad systemem kierowania, torpedą kierowaną Alcatel L4 oraz wyrzutnią. Jako pierwszy kompletny system otrzymał niszczyciel "La Galissonnière" typu T56, pełniący rolę jednostki doświadczalnej, który wszedł do służby w 1962. Prowadzono na nim dalsze próby rakietotorpedy, łącznie z pierwszymi odpaleniami kierowanymi. System ostatecznie został przyjęty do służby operacyjnej w 1966. 
System Malafon używany był tylko przez marynarkę francuską, otrzymało go 12 okrętów: niszczyciel "La Galissonnière", 2 niszczyciele rakietowe typu Suffren, 3 niszczyciele rakietowe typu Tourville, 5 niszczycieli typu T47 przebudowanych do wariantu przeciwpodwodnego i fregata "Aconit" (F56).
System wycofano z użytku w 1997, a zadania broni do walki z okrętami podwodnymi na większych odległościach przejęły ostatecznie śmigłowce pokładowe Westland Lynx.

## Opis
Rakietotorpeda Malafon składa się z trzech głównych zespołów: płatowca, posiadającego kadłub, skrzydła i w ogonowej części usterzenie; zamocowanej w przedniej części kadłuba i w 1/3 długości wystającej z niego torpedy L4 oraz z dwóch rakietowych silników startowych na paliwo stałe, mocowanych pod tylną częścią. Na końcach skrzydeł są smugacze, umożliwiające wizualną kontrolę lotu. W skład systemu wchodzi obrotowa jednoprowadnicowa wyrzutnia szynowa o masie 10,5 t, magazyn – hangar mieszczący 13 pocisków w stanie rozmontowanym i obsługę oraz pomieszczenia z wyposażeniem elektronicznym. Składniki te, zajmujące sporo miejsca, ograniczają zastosowanie systemu do dużych okrętów. Pociski są ostatecznie montowane przed umieszczeniem na wyrzutni. 
Cel – zanurzony okręt podwodny wykrywany jest wstępnie za pomocą okrętowej stacji hydrolokacyjnej lub innych środków, w tym przy użyciu samolotów i śmigłowców. Rakietotorpeda jest wystrzeliwana z wyrzutni ustawionej w kierunku celu, pod kątem 15°. Podczas pierwszych 4 sekund lotu jest napędzana przez silniki startowe, nadające jej prędkość 230 m/s (828 km/h) i wysokość lotu 200 m, następnie silniki się oddzielają, a pocisk przechodzi do lotu szybowego, kierowany przez automatycznego pilota. Tor lotu może też być w pewnym zakresie korygowany drogą radiową, w zależności od wyliczeń urządzeń kierowania walką okrętu. W rejonie celu płatowiec jest hamowany przez spadochron hamujący i oddziela się od niego torpeda, która wpada do wody. Torpeda następnie poszukuje celu za pomocą sonaru, zataczając kręgi. Zasięg systemu wynosi maksymalnie 18 km (13 km lotu i 5 km torpedy).
System Malafon uznawany był za średnio udany z powodu ujemnych cech, jak umiarkowany zasięg, duże rozmiary oraz niska szybkostrzelność. 

## Dane taktyczno-techniczne
Pocisk
- masa: 1330 kg z silnikami (inne dane: 1480 kg)
- prędkość: do 230 m/s (828 km/h)
- zasięg: 13 km
- długość: 5,85 m
- średnica kadłuba: 0,65 m
- rozpiętość: 3,19 m

Torpeda
- kaliber: 533 mm
- długość: 3,13 m
- masa: 540 kg (inne dane 525 kg)
- masa materiału wybuchowego: 104 kg
- prędkość: 30 węzłów
- zasięg pod wodą: 5 km
- głębokość zanurzenia: 300 m